# Ferenc Szűts
Ferenc György István Szűts (* 16. Dezember 1891 in Budapest; † 28. November 1966 ebenda) war ein ungarischer Turner.

## Erfolge
Ferenc Szűts nahm 1912 an den Olympischen Spielen in Stockholm teil und gehörte bei diesen zur ungarischen Turnriege im Mannschaftsmehrkampf. Dabei traten insgesamt fünf Mannschaften an, die aus 16 bis 40 Turnern bestanden und während des einstündigen Wettkampfs gleichzeitig antreten mussten. Bewertet wurden neben der Ausführung der Übungen an den Geräten auch das Verlassen und der Wechsel der Geräte sowie der Einmarsch zu Beginn. Am Ende wurden anhand eines Durchschnittswerts der einzelnen Nationen die Abschlussplatzierungen ermittelt. Neben den Ungarn traten auch Turnriegen aus Italien, Großbritannien, dem Deutschen Reich und Luxemburg an. Mit 53,15 Punkten setzten sich die Italiener gegen ihre Konkurrenten durch. Die Ungarn erzielten indes 45,45 Punkte und belegten damit vor den drittplatzierten Briten mit 36,90 Punkten den zweiten Platz. Szűts gewann somit zusammen mit Lajos Aradi, Imre Erdődy, József Berkes, Samu Fóti, Imre Gellért, Győző Halmos, István Herczeg, Ottó Hellmich, József Keresztessy, János Krizmanich, Elemér Pászti, Árpád Pédery, Jenő Réti, Ödön Téry und Géza Tuli die Silbermedaille.
Bereits 1909 gehörte Szűts zu den Gründern des Budapester Turnvereins BBTE. 1913 schloss er ein Jurastudium in Budapest ab und war von 1922 bis 1961 Mitglied der Budapester Anwaltskammer.